# Cetartiodactyla
Cetartiodactyla är ett taxon (en systematisk grupp) som är sammansatt av två däggdjursgrupper med ganska olika egenskaper. Dessa grupper är partåiga hovdjur (Artiodactyla) och valar (Cetacea). Att denna djurgrupp är monofyletisk (har uppkommit från en gemensam förfader) har bekräftats med hjälp av molekylärgenetiska undersökningar som styrks av de nyaste fossilfynden. Partåiga hovdjur anses idag däremot som parafyletiska på grund av att minst en undergrupp (flodhästarna, troligtvis även idisslare) är närmare släkt med valar än med andra undergrupper i ordningen.
Hos Cetartiodactyla har språngbenet en kännetecknande uppbyggnad. Tidigare ansågs att detta kännetecken bara finns hos partåiga hovdjur då valarnas bakre extremiteter är tillbakabildade. 2001 hittades dock fossila valar från  eocen  som hade ett liknande språngben.
Sedan 1990-talet utnyttjas molekylärbiologin för att bestämma arternas härstamning. Flera undersökningar har visat att valar är de närmaste släktingarna till flodhästar. Valar uppkom alltså inte från djurgruppen Mesonychia, en grupp av köttätande hovdjur från kenozoikum, som det tidigare antogs.
De äldsta fossilen av Cetartiodactyla finns från epoken eocen (för cirka 55 miljoner år sedan). Dessa fynd gjordes i Europa, Asien och Nordamerika och det är därför inte känt var djurgruppen har sitt ursprung. Ett känt fossil fick namnet Diacodexis. Det var ett djur, inte större än en hare, med slank kroppsbyggnad, långa tunna extremiteter och en lång svans. De bakre extremiteterna var tydligt längre än de främre.
Under tidiga och mellersta eocen specialiserade sig olika delar av djurgruppen på olika levnadsområden. De tidigaste valarna är kända från perioden för 53 miljoner år sedan. Flodhästar uppkom däremot för 15 miljoner år sedan. För att förklara den långa luckan över 40 miljoner år antas att djurgruppen Anthracotheriidae, som levde mellan eocen och pliocen, utgör systergruppen till valarna och flodhästarnas förfäder.
Ett möjligt kladogram över de nu levande djurgrupperna är följande.
```
Cetartiodactyla
  ├─── 
Tylopoda
 (Kameldjur)
  └─── N.N.
        ├─── 
Suina

        └─── Cetruminantia
                ├─── 
Idisslare
 (Ruminantia)
                │        ├─── 
Mushjortar
 (Tragulidae)
                │        └─── 
Pecora
 (till exempel hjortdjur och slidhornsdjur)
                └─── Cetancodonta/Whippomorpha
                        ├─── 
Flodhästar
 (Hippopotamidae)
                        └─── 
Valar
 (Cetacea)
```